# Colombiaanse kikkerkopschildpad
De Colombiaanse kikkerkopschildpad (Mesoclemmys dahli) is een schildpad uit de familie slangenhalsschildpadden (Chelidae).

## Naam en indeling
De wetenschappelijke naam van de soort werd voor het eerst voorgesteld door Rainer Zangerl en Federico Medem in 1958. Oorspronkelijk werd de wetenschappelijke naam Phrynops (Batrachemys) dahli gebruikt. De soort werd lange tijd tot het geslacht Batrachemys gerekend. De soortaanduiding dahli is een eerbetoon aan de Zweedse ichtyoloog George Dahl (1905 - 1979) die het holotype verzamelde. Het is een van de 25 meest bedreigde soorten schildpadden ter wereld.

## Uiterlijke kenmerken
De schildpad kan een schildlengte bereiken tot ongeveer 21,5 centimeter, de mannetjes blijven echter kleiner. Het rugschild is ovaal van vorm en het breedst aan de achterzijde. De marginaalschilden staan iets omhoog gekruld. De schildkleur is bruingrijs tot bruin, het buikschild heeft een gele kleur, de naden tussen de buikschilden zijn donkerder tot zwart. Ook de naden tussen de marginaalschilden hebben een donkere kleur. De plastronformule is als volgt: intergul > fem > abd > pect > an > hum >< gul. Het tussenkeelschild is zo breed dat de keelschilden elkaar niet raken.
De kop is donker grijsbruin aan de bovenzijde en heeft een lichtbruine tot gele kleur aan de flanken en onderzijde. De nek is grijs, de onderzijde is lichter. Aan de zijkant van de kop is een donkere streep aanwezig die doorloopt in het oog en eindigt voor de nek. De bek heeft een haakvormig uitsteeksel aan de bovenkaak, onder de kin zijn twee baarddraden aanwezig. De kop is opvallend breed en groot, de mannetjes hebben een smallere kop dan de vrouwtjes. Vrouwtjes hebben een gezwollen kop, met name achter de ogen. Mannetjes zijn te daarnaast herkennen aan de langere en dikkere staart.

## Levenswijze
Waarnemingen wijzen op een voortplantingstijd van juni tot juli en een nestactiviteit van september tot oktober, maar de voortplanting kan waarschijnlijk gedurende het hele jaar plaatsvinden. Een vrouwtje zet tot zes eieren af per nest. De eieren zijn wit van kleur en hebben een broze schaal. Ze zijn enigszins elliptisch van vorm en zijn ongeveer 29 tot 35 millimeter lang en 23 tot 28 mm breed. Als de juvenielen uit het ei kruipen hebben ze een schildlengte van ongeveer drie centimeter.
De schildpad is een carnivoor en jaagt op de bodem van het water naar kleine ongewervelden zoals wormen en slakken. Daarnaast worden ook amfibieën en kleine visjes buitgemaakt en wordt aas gegeten.

## Verspreiding en habitat
De Colombiaanse kikkerkopschildpad komt voor in delen van Zuid-Amerika en is endemisch in noordoostelijk Colombia in het departement Bolívar. De schildpad is voornamelijk bekend in de Sinú River. De habitat bestaat uit vijvers en kleine stroompjes bij bossen, vanwege het verdwijnen van bossen in het natuurlijke leefgebied is het originele habitat versnipperd geraakt. Er lijkt een voorkeur te zijn voor rustige, ondiepe wateren, de schildpad is een op de bodem foeragerende soort. Grotere wateren zoals meren en rivieren worden vermeden. Bij droogte wordt een estivatie gehouden. Op het menu staan voornamelijk kleine waterdieren als insecten, slakken, vissen en amfibieën, ook aas wordt gegeten.

## Beschermingsstatus
Door de internationale natuurbeschermingsorganisatie IUCN is de beschermingsstatus 'ernstig bedreigd' toegewezen (Critically Endangered of CR).